# 帕特丽夏·克罗内
帕特丽夏·克罗内（丹麥語：Patricia Crone，1945年3月28日—2015年7月11日），丹麦女性东方学家，专门研究早期伊斯兰史。她是伊斯兰研究修正学派的重要一员，质疑伊斯兰教传统中对伊斯兰教起源的描述。

## 早期生活、家庭、教育
1945年3月28日，克罗恩出生于丹麦羅斯基勒郡屈恩德爾勒瑟敘德馬克。
参加哥本哈根大学预备考试（forprøve）之后，她前往巴黎学习法语，随后前往伦敦，在那里决心进入大学，以获取较好的英语能力。1974年，她在伦敦大学获取博士学位，并进入瓦尔堡研究所任高级研究员，直到1977年。她还获取了伦敦国王学院的临时学生资格，修习中世纪欧洲史，着重于政教关系。

## 职业生涯
1977年，克罗内进入牛津大学耶稣学院担任大学讲师，1990年进入劍橋大學岡維爾與凱斯學院担任大学伊斯兰学助理讲师，并担任过数个职务。1992-1994年为伊斯兰学讲师，1994-1997年为伊斯兰史准教授（Reader）。
1997年，普林斯顿大学高等研究院任命她为新任安德鲁·梅隆教授。2001年，当选美國哲學會会士。

## 去世
2015年7月11日，克罗内在70岁时因癌症去世。

## 研究
克罗内的学术生涯集中于根本性地怀疑伊斯兰史料对伊斯兰崛起史的记载。她的两部著名著作《夏甲主义》与《麦加贸易与伊斯兰的兴起》都集中于这个主题。《夏甲主义》出版三十年后，学者弗雷德·唐纳称此书是伊斯兰研究领域的里程碑式著作。
1977年，克罗内与迈克尔·库克（后两人都曾在倫敦大學亞非學院工作）共同撰写出版了《夏甲主义》一书，提出对早期伊斯兰历史的新分析。他们根本上怀疑伊斯兰传统中对早期伊斯兰史的记载，试图单单以非阿拉伯史料（包括亚美尼亚文、希腊文、阿拉米文、叙利亚文史料）构造伊斯兰教诞生的图景，讲述了一个与伊斯兰教传统不同的故事。他们还宣称自己能够精确地解释伊斯兰教是如何在混合多种近东文明的基础上，由阿拉伯人领导形成的。后来克罗内一定程度克制了重建伊斯兰起源的尝试，但仍坚持自己的基本观点：
- 必须根本质疑伊斯兰传统中对早期伊斯兰史的记载
- 伊斯兰教深深植根于犹太教，阿拉伯人于犹太人是盟友
- 伊斯兰教的摇篮不在麦加，而在阿拉伯地区西北部某地

1987年，她在《麦加贸易与伊斯兰的兴起》中认为前伊斯兰时代的麦加贸易被过分夸大了，她还认为任何古典时代的重要商路都不经过麦加，认为虽然穆罕默德从未到过希贾兹以外的地方，但《古兰经》中的证据，如他称敌手为“橄榄种植者”，可能表明他的生活事件发生在距地中海更近的地方而不是麦加。学者弗雷德里克·S·帕克斯顿 （Frederick S. Paxton）在《亚洲研究期刊》 （The Journal of Asian Studies）发表的评论表示，此书“对当前普遍接受的伊斯兰崛起史进行了颠覆性的批判”。
她最初对中东、近东的军事史、经济史都很有兴趣，但她后来的研究主要集中于《古兰经》与伊拉克、伊朗、曾经伊朗族裔控制的中亚地区的文化、宗教传统。

## 著作

### 合著
- 与Michael Cook, Hagarism: The Making of the Islamic World, Cambridge: Cambridge University Press, first published in 1977; ISBN 0-521-21133-6 Free online version at archive.org
- 与Martin Hinds, God's Caliph: Religious Authority in the First Centuries of Islam (first published 1986); ISBN 0-521-54111-5
- 与Shmuel Moreh, The Book of Strangers: Medieval Arabic Graffiti on the Theme of Nostalgia (1999) Princeton Series on the Middle-East; ISBN 978-1558762152
- 与Fritz Zimmermann, The epistle of Sālim ibn Dhakwān (2001) Oxford/New York: Oxford University Press; ISBN 0-19-815265-5.[15]

### 个人著作
- Slaves on Horses: The Evolution of the Islamic Polity (1980); ISBN 0-521-52940-9
- Meccan Trade and the Rise of Islam (1987); ISBN 1-59333-102-9
- Roman, Provincial and Islamic Law : The Origins of the Islamic Patronate (1987, Paperback: 2002); ISBN 0-521-52949-2
- Pre-Industrial Societies: Anatomy of the Pre-Modern World (2003); ISBN 1-85168-311-9
- God's Rule: Government and Islam - Six Centuries of Medieval Islamic Political Thought (2004). Columbia University Press; ISBN 0-231-13290-5/ISBN 0-231-13291-3.
- Medieval Islamic Political Thought (2005). Edinburgh University Press; ISBN 0-7486-2194-6
- From Arabian Tribes to Islamic Empire : Army, State and Society in the Near East c. 600–850 (2008); ISBN 978-0-7546-5925-9
- The Nativist Prophets of Early Islamic Iran: Rural Revolt and Local Zoroastrianism (2012). Cambridge University Press; ISBN 978-1107018792

### 论文
- Patricia Crone, "How Did the Quranic Pagans Make a Living?" （页面存档备份，存于）, Bulletin of the School of Oriental and African Studies, University of London, Vol. 68, No. 3 (2005), pp. 387–399
- Patricia Crone, "Quraysh and the Roman army: Making sense of the Meccan leather trade" （页面存档备份，存于）, Bulletin of the School of Oriental and African Studies, University of London, Vol. 70 (2007), pp. 63–88
- Patricia Crone, "'Jihad': idea and history" （页面存档备份，存于）, Open Democracy, April 30, 2007.
- Patricia Crone, "What do we actually know about Mohammed?" （页面存档备份，存于）, Open Democracy, June 10, 2008.
- Patricia Crone, "Barefoot and Naked: What Did the Bedouin of the Arab Conquests Look Like?" （页面存档备份，存于）, in Muqarnas Vol. 25 （页面存档备份，存于）, Brill (2008), pp. 1–10,